# Floyd County (Indiana)
Floyd County is een county in de Amerikaanse staat Indiana.
De county heeft een landoppervlakte van 383 km² en telt 70.823 inwoners (volkstelling 2000). De hoofdplaats is New Albany.